# Kazushi Hagiwara
Kazushi Hagiwara (萩原 一至?, Hagiwara Kazushi; Tokyo, 4 aprile 1963) è un fumettista giapponese noto per essere l'autore del manga Bastard!!.
Lavora con i suoi assistenti, il gruppo Loud in School. Ha cominciato come assistente di Dirty Matsumoto, Izumi Matsumoto (autore di Kimagure Orange Road) e Takeshi Okazaki (autore di Elementalors). Nei suoi lavori non si risparmiano citazioni a fumetti, anime, musica metal e abbondano le mescolanze di diversi stili di disegno.
Il suo primo lavoro è Binetsu Rouge, del 1986. Dal 1987 inizia a disegnare Bastard!!, storia di un futuro in rovina in cui uomini, demoni e altre creature lottano per la sopravvivenza. Oltre a Bastard!!, Hagiwara ha lavorato solo su storie brevi come Bakuen Campus Guardress.
Bastard!! è pubblicato in Italia da Planet Manga. Il manga è incompiuto, ed è fermo in Giappone dal 2012.

## Manga
- Bastard!!
- Wizard!!: Bakuen no Seifukusha
- Virgin Tyrant

## Collaboratori
- Miyacchi
- Takadate
- Masashi
- Mori-kun